# Rhagonycha improvisa
Rhagonycha improvisa là một loài bọ cánh cứng trong họ Cantharidae. Loài này được Dahlgren miêu tả khoa học năm 1976.